# Kráska mezi muži
Kráska mezi muži (v anglickém originále Beauty and the Briefcase) je americký televizní film z roku 2010, který měl premiéru na stanici ABC Family dne 18. dubna 2010. Režie se ujal Gil Junger a za scénářem stojí Michael Horowitz a Danielle Brodsky. Hlavní role hrají Hilary Duff, Michael McMillian, Matt Dallas a Chris Carmack.

## Obsazení
- Hilary Duff jako Lane Daniels
- Michael McMillian jako Tom Rinehart
- Matt Dallas jako Seth
- Amanda Walsh jako Joanne
- Chris Carmack jako Liam
- Jaime Pressly jako Kate White
- Kevin Kirkpatrick jako John
- James McDaniel jako Tomův vedoucí
- Lyle Brocato jako Liamův kamarád
- Jennifer Coolidge jako Felisa McCollin
- Cedric Burton jako makléř
- Lacey Minchew jako Whitney
- Courtney J. Clark jako Margo – John's girlfriend
- Billy Slaughter jako účetní

## Produkce
V srpnu 2009 stanice ABC Family oznámila, že Hilary Duff si zahraje v jejich připravovaném romantickém filmu původně nazvaném The Business of Falling in Love. Film je inspirovaný knihou Diary of a Working Girl od Danielly Brodsky a do televizní podoby byla adaptovaná Mikem Horowitzem. Natáčení probíhalo v New Yorku a New Orleans.
Film sledovalo dne 18. dubna 2010 2,4 milionů diváků.

### Ocenění a nominace
Film získal nominaci na cenu People's Choice Awards v kategorii nejlepší rodinný televizní film.